# Зелений Гай (Чортківський район)

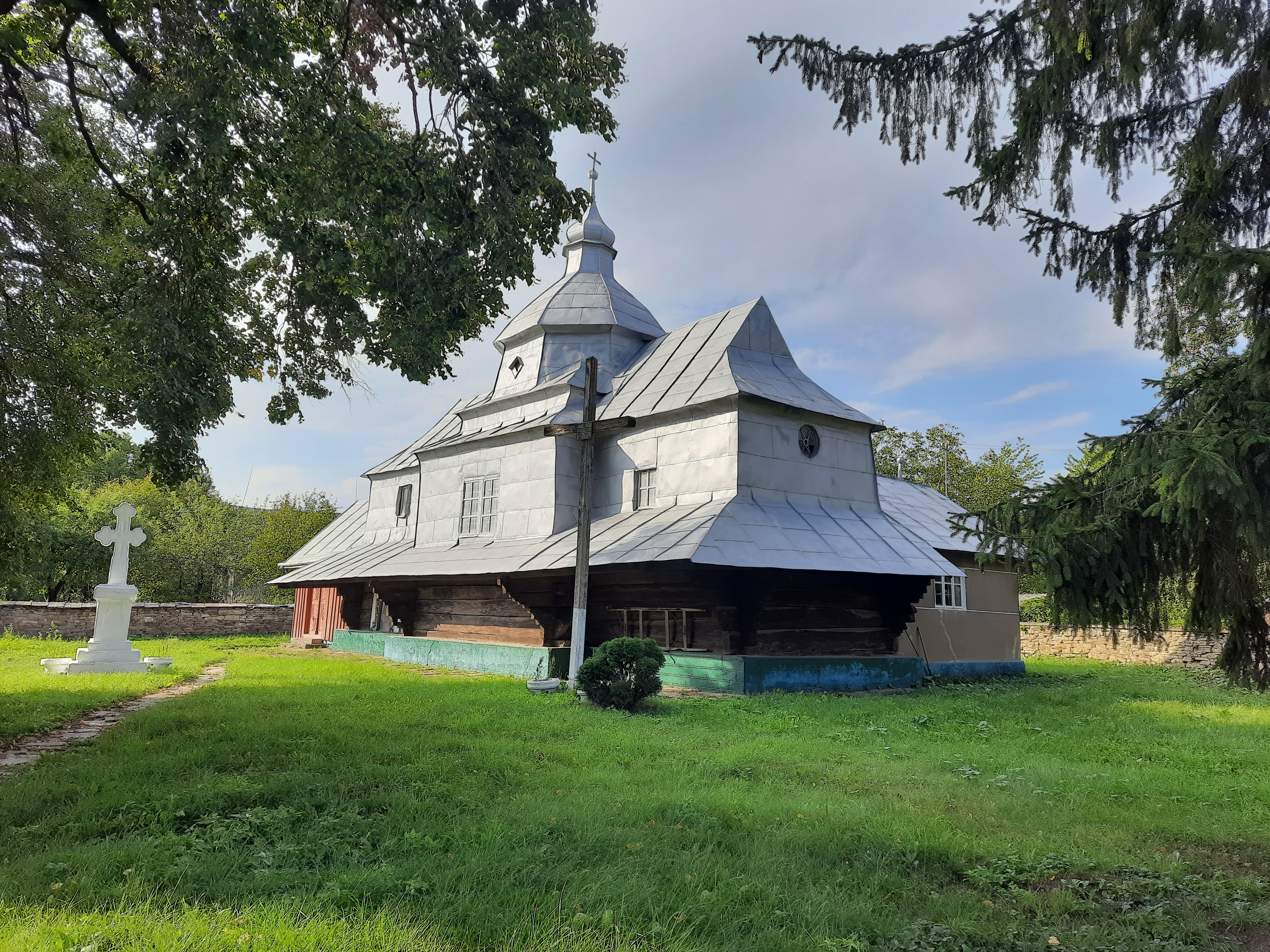
Церкви святої Параскеви

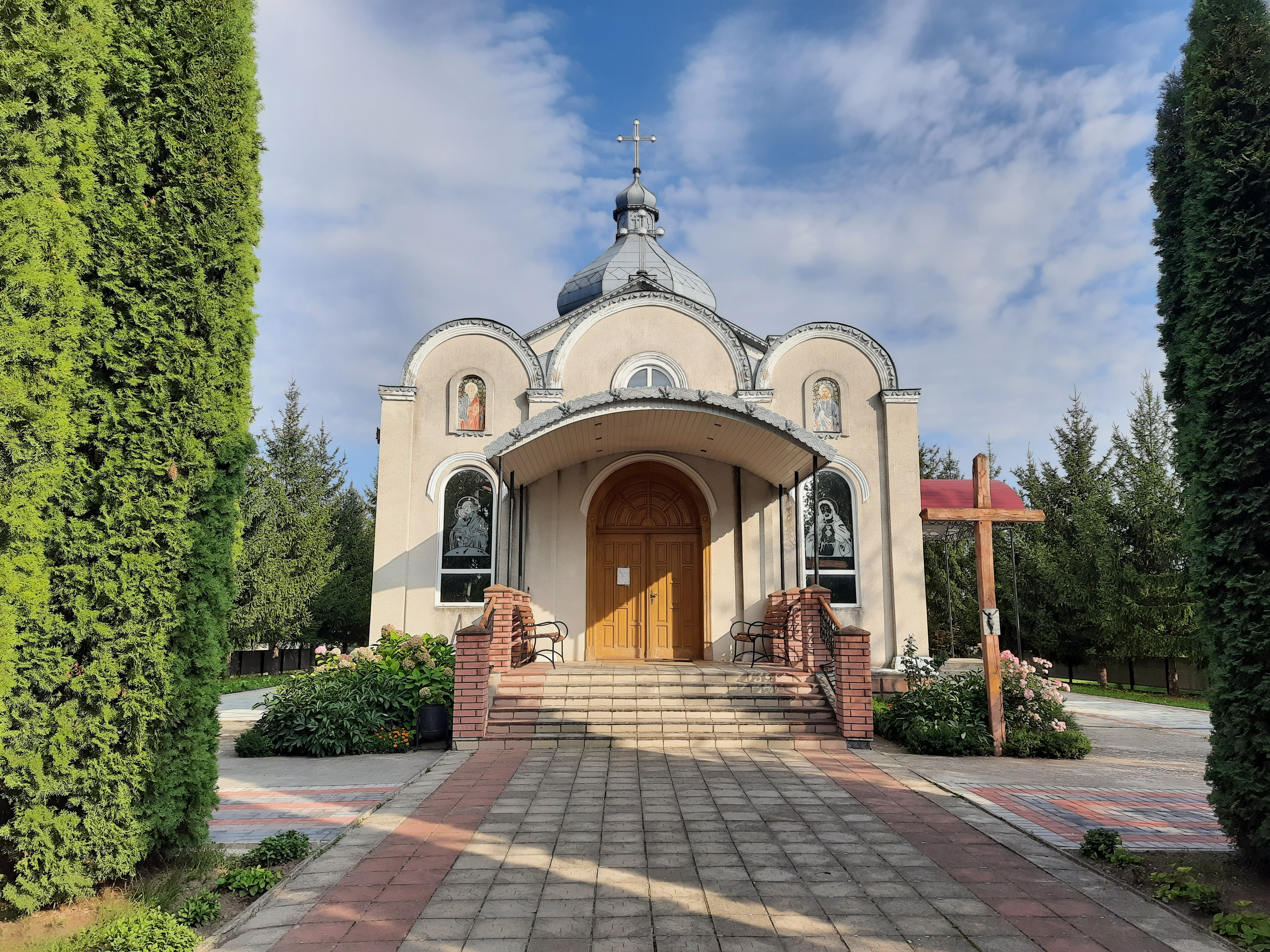
Церква святого Димитрія.

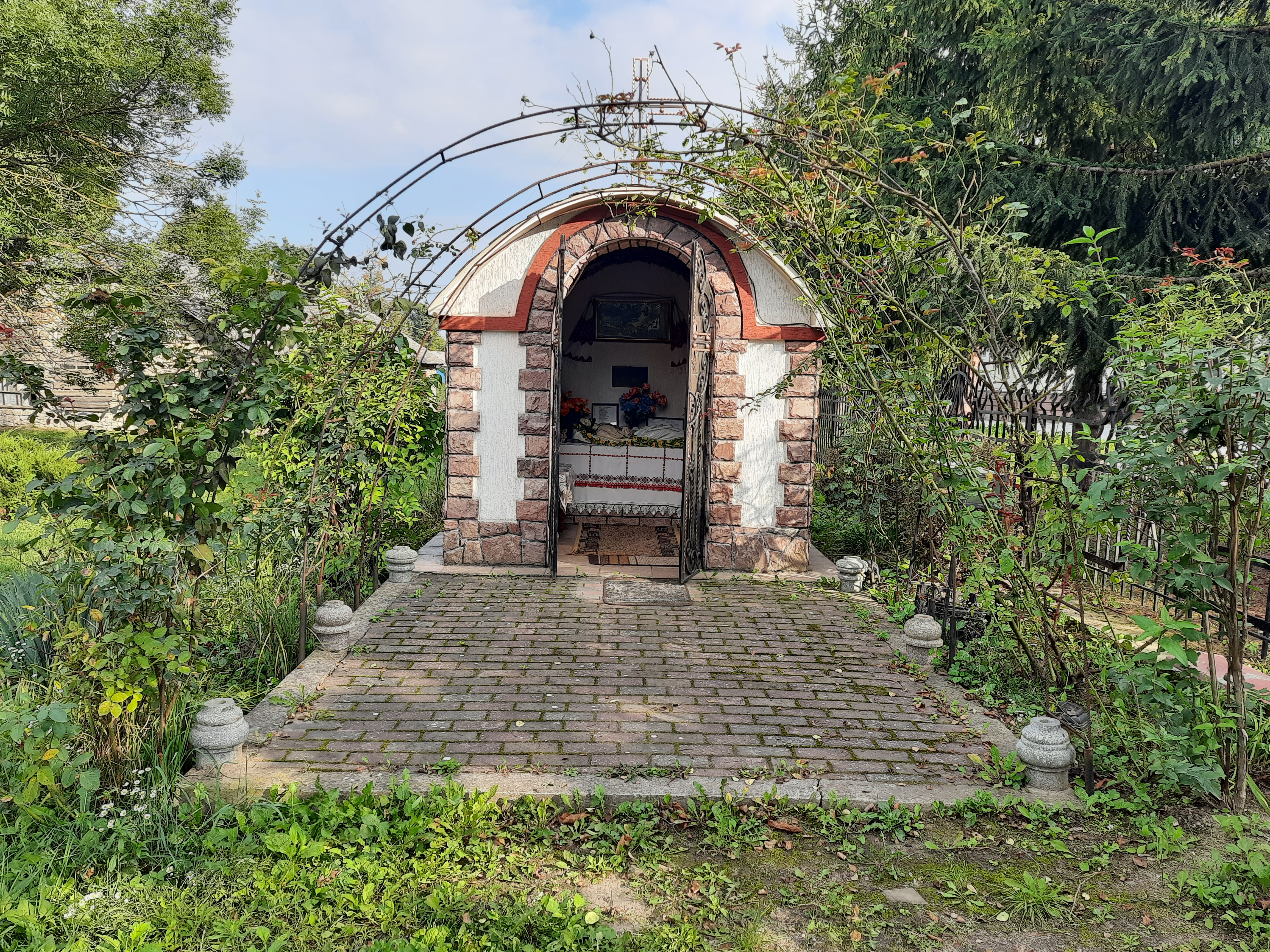
Капличка

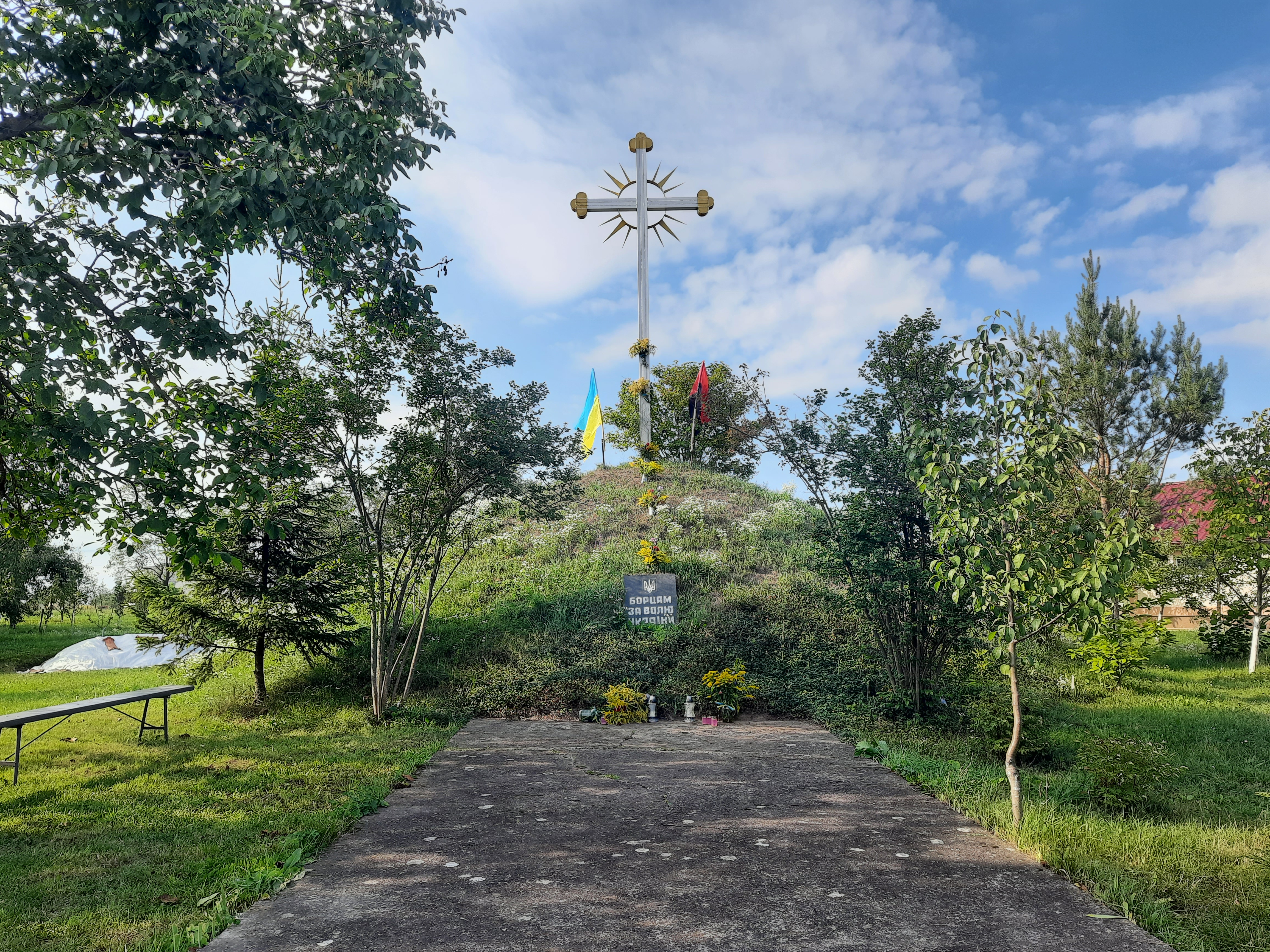
Символічна могила Борцям за волю України

Зеле́ний Гай — село в Україні, у Заліщицькій міській громаді Чортківського району Тернопільської області. Розташоване на річці Дністер, на півдні району. До 1950 — Жежава. До 2020 року адміністративний центр Зеленогайської  сільської ради, якій було підпорядковане село Печорна.
У зв'язку з переселенням жителів до Зеленого Гаю хутір Берег виключений із облікових даних.
Населення — 595 осіб (2003).

## Історія

### Археологічні дослідження
Поблизу Зеленого Гаю виявлені археологічні пам'ятки пізнього палеоліту, трипільської, комарівсько-тшинецької культур, ранньої залізної доби, культури Гава-Голігради, західно-подільської групи скіфського часу, липицької, празької та давньоруської культур.
Поселення липицької культури І – ІІ століть нашої ери в центрі села, на південному схилі плато лівого берега Дністра, на віддалі 1,5 кілометра від ріки. Досліджувалося в 1966 році В.Д.Бараном. Виявлено два житла та яму, знайдено ліпну та гончарну кераміку, уламок жорнового каменя, пряслиця. Давньослов’янське поселення розміщене в центрі села, на південному пологому березі високого плато (лівий берег ріки Дністер) на віддалі 1,5 кілометрів від ріки. Дослідження провів В.Д.Баран у 1966 – 1967 роках. Давньоруський курганний могильник у лісі, неподалік від підплитового могильника, що на березі Дністра. Складався із 45 курганів. Відкрив в 1909 році К.Гадачек, розкопав 4 кургани. В 1931 році Т.Сулімірський розкопав ще два кургани.
Виявлене поселення Празько-Корчакської археологічної культури датуться 5 століттям і вважається одним із перших слов'янських поселень на Тернопільщині.

### Період Речі Посполитої
Перша писемна згадка — 1578. Є припущення, що на землях Зеленого Гаю існували поселення Пожарниця та Соколів, які 1241 знищили монголо-татари.
Населений пункт заснований на землях села Блашківці (відоме від 1414), яке припинило існування у II половині 18 століття.
Згадується село Блашківці (Blaszkowcze) 11 травня 1469 року в книгах галицького суду . В реєстрі від 1530 р. (c. 165) стосовно с. Блашківці (Blaskovcze), яке належало Червоногородському повіту Подільської землі, вказано: "fuger. ad Valachiam - Dni cap."[itanei] (перейшло від Волощини (Молдавії)). -  Згідно карти Г.-Л. де Боплана (серед. 17 ст.), це село (Blakowce) розташовувалось над самим Дністром, нижче уступу його каньйону. Жежава (в Боплана - Gegewa) позначена вже вище крутого берега долини Дністра, на його сучасному місці. Таким чином, Блашківці і Жежева були окремими, поряд розташованими селами. Жежева на карті фон Міга (80-ті рр. 18 ст.) передана двома назвами: Zezeba i Zezaba (на північному і південному листах відповідно). На карті 2-го австрійського знімання (кін. 50-х рр. 19 ст.) вже значиться подібна до сучасної назва - Zezawa. Від Жежеви на захід до Дністра йде давній шлях (тепер - звичайна польова дорога), який вів до поромної переправи через Дністер до с. Городниця. Ця переправа функціонувала більше трьох століть, хоч конкретне її місцерозташування змінювалось. Біля переправи, з боку Жежави, в 19 ст. існував хутір Береговий.
Старенька церква Святої Параскеви (1784 р.) припливла Дністром під час повені.
12 червня 2020 року, відповідно до розпорядження Кабінету Міністрів України № 724-р «Про визначення адміністративних центрів та затвердження територій територіальних громад Тернопільської області» увійшло до складу Заліщицької міської громади.
19 липня 2020 року, в результаті адміністративно-територіальної реформи та ліквідації Заліщицького району, увійшло до складу новоутвореного Чортківського району.

### Міжвоєнний період
Діяли товариства «Просвіта», «Січ», «Луг», «Сільський господар», «Союз українок», кооператива.

## Пам'ятки
- церква святого великомученика Димитрія (1784, дерев'яна; 2003, кам'яна), каплиця (1877; реставрована).

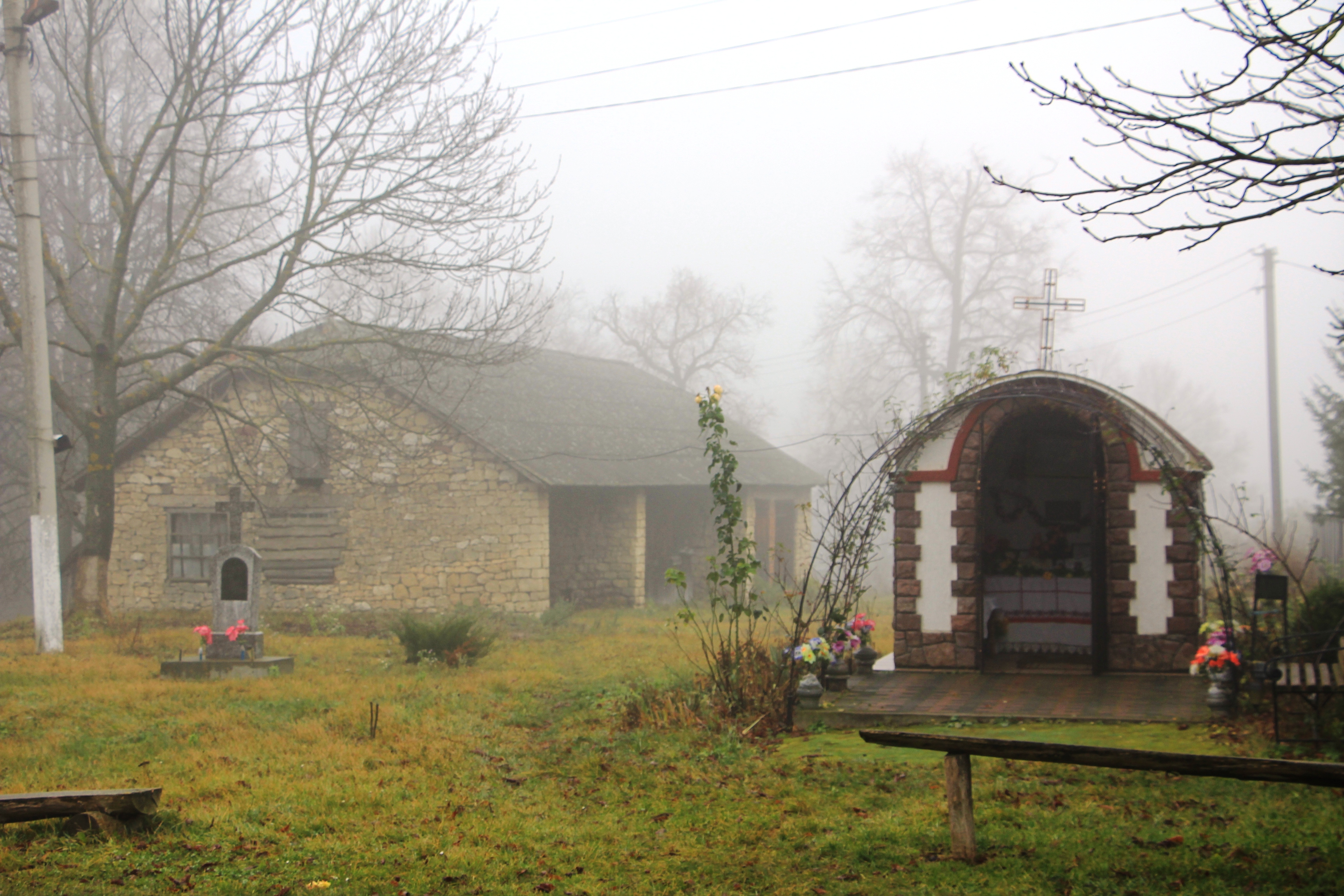
Каплиця
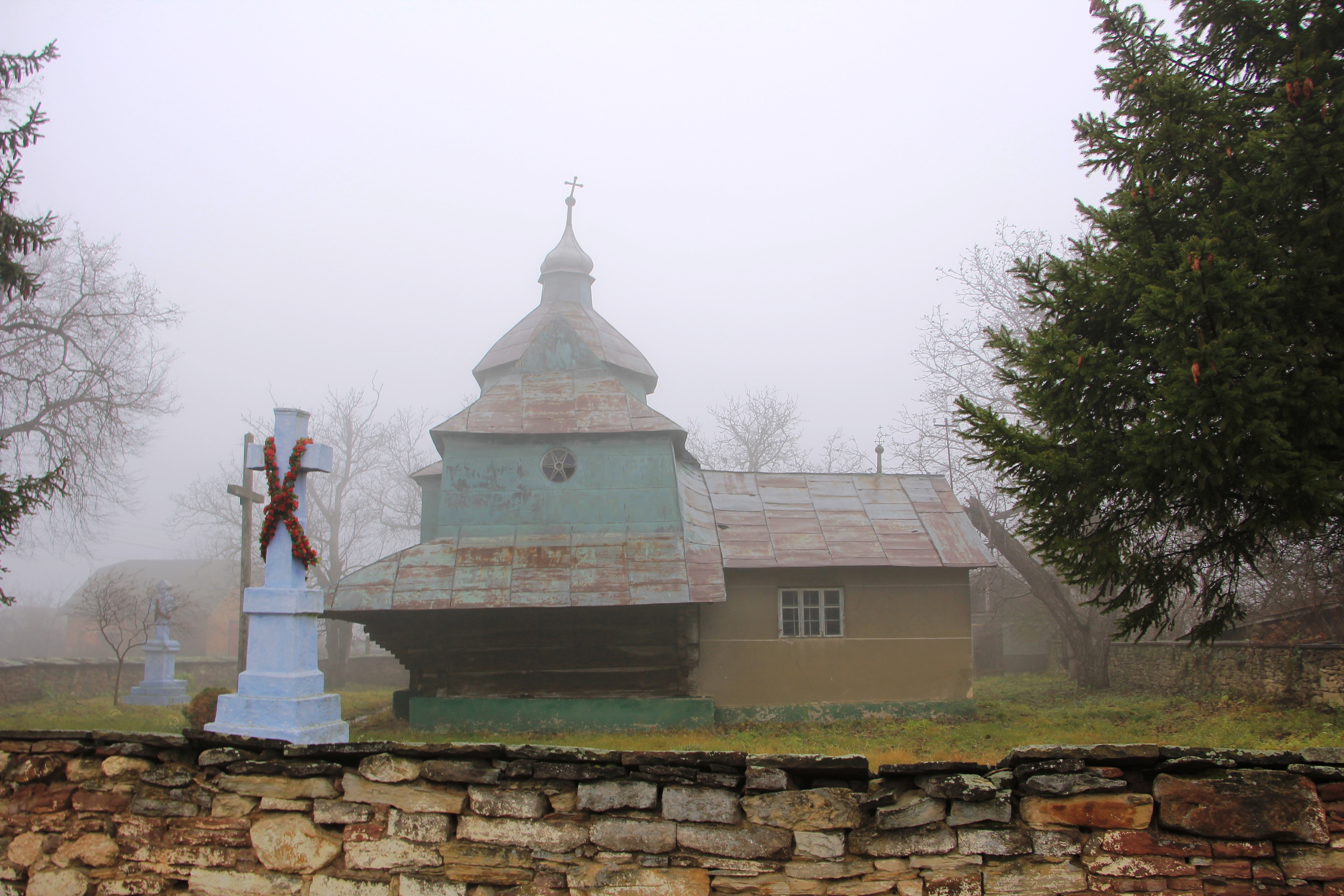
Церква св. Параскеви 1784
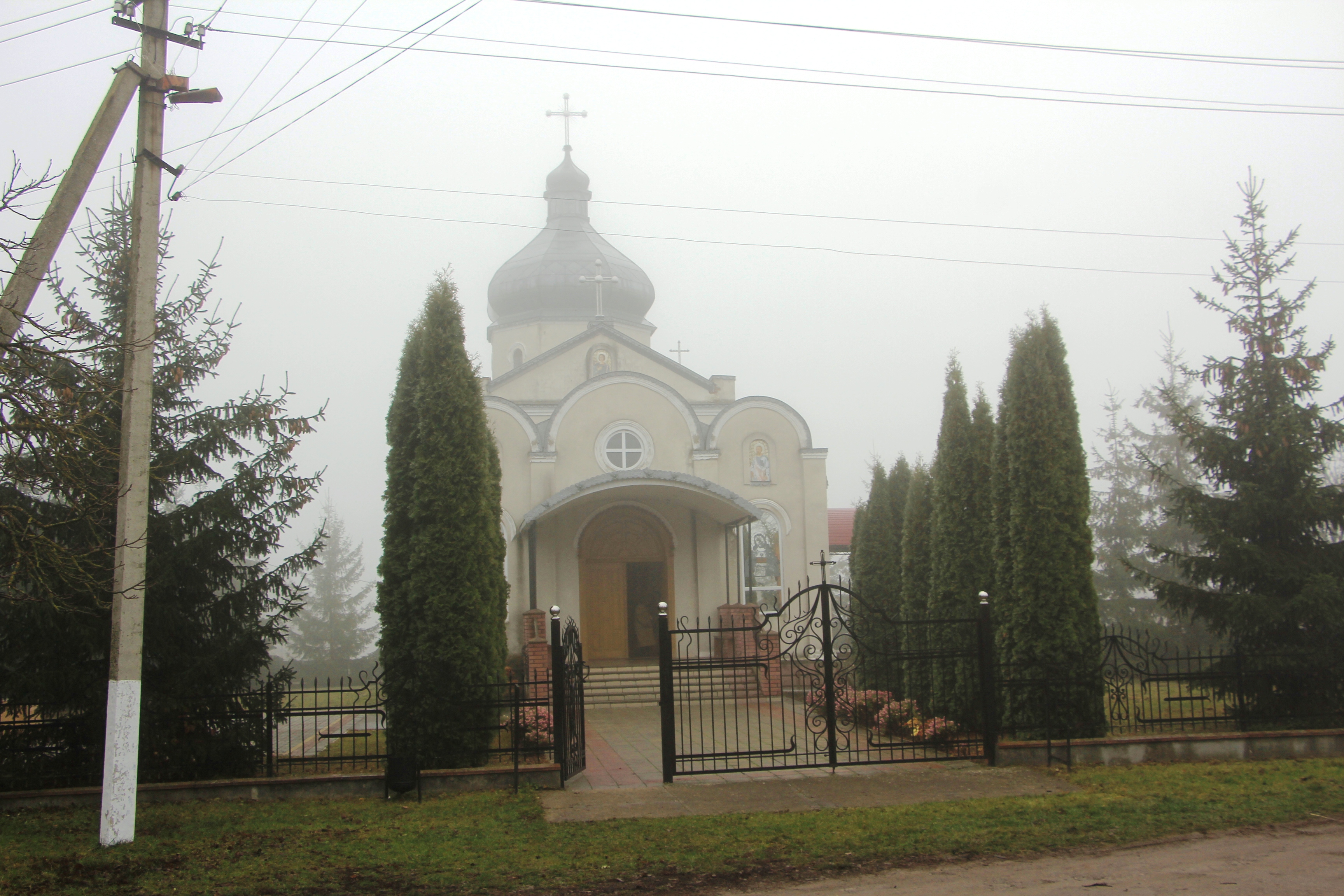
Церква св. Димитрія 2003
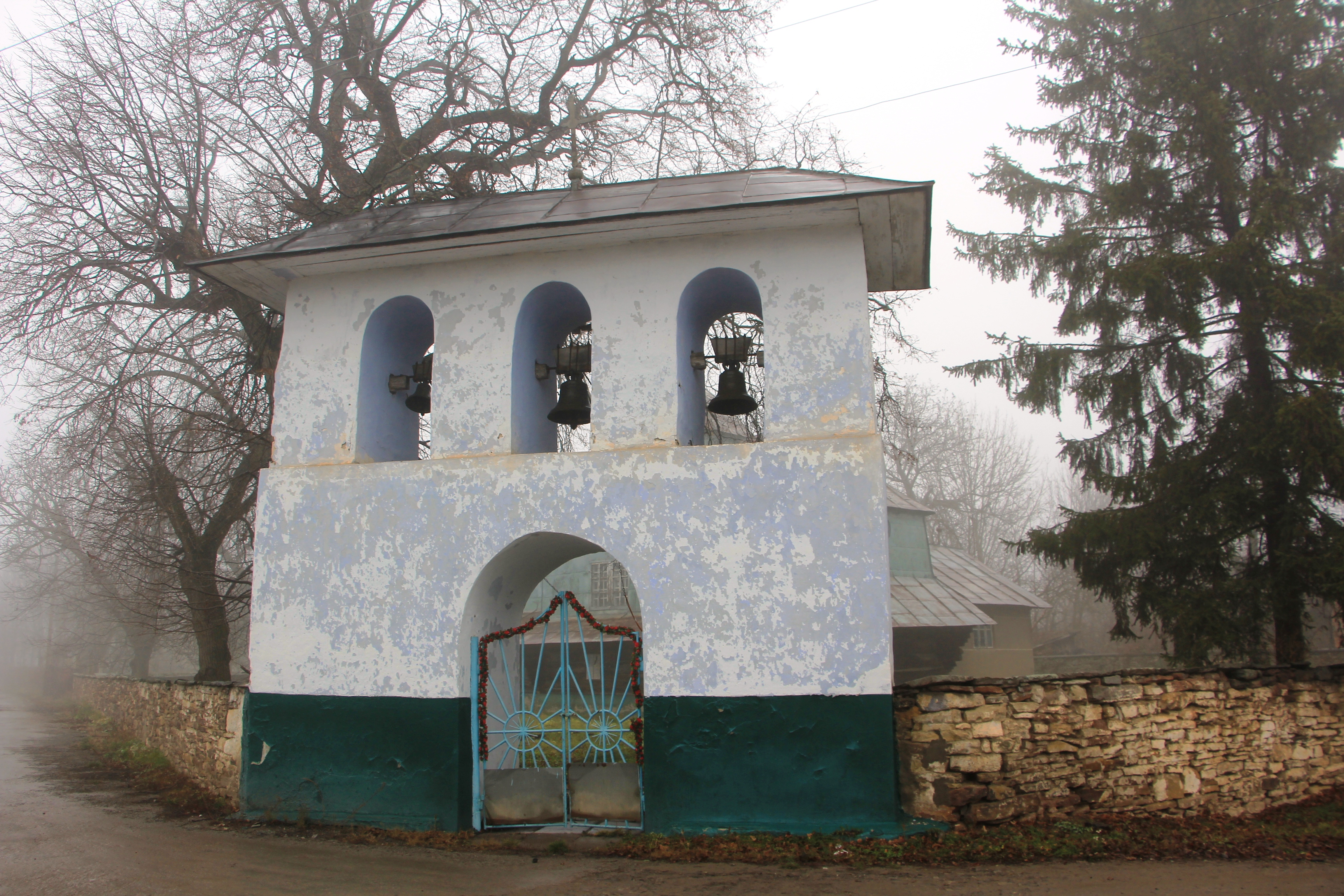
Церква св. Параскеви 1784 (брама)
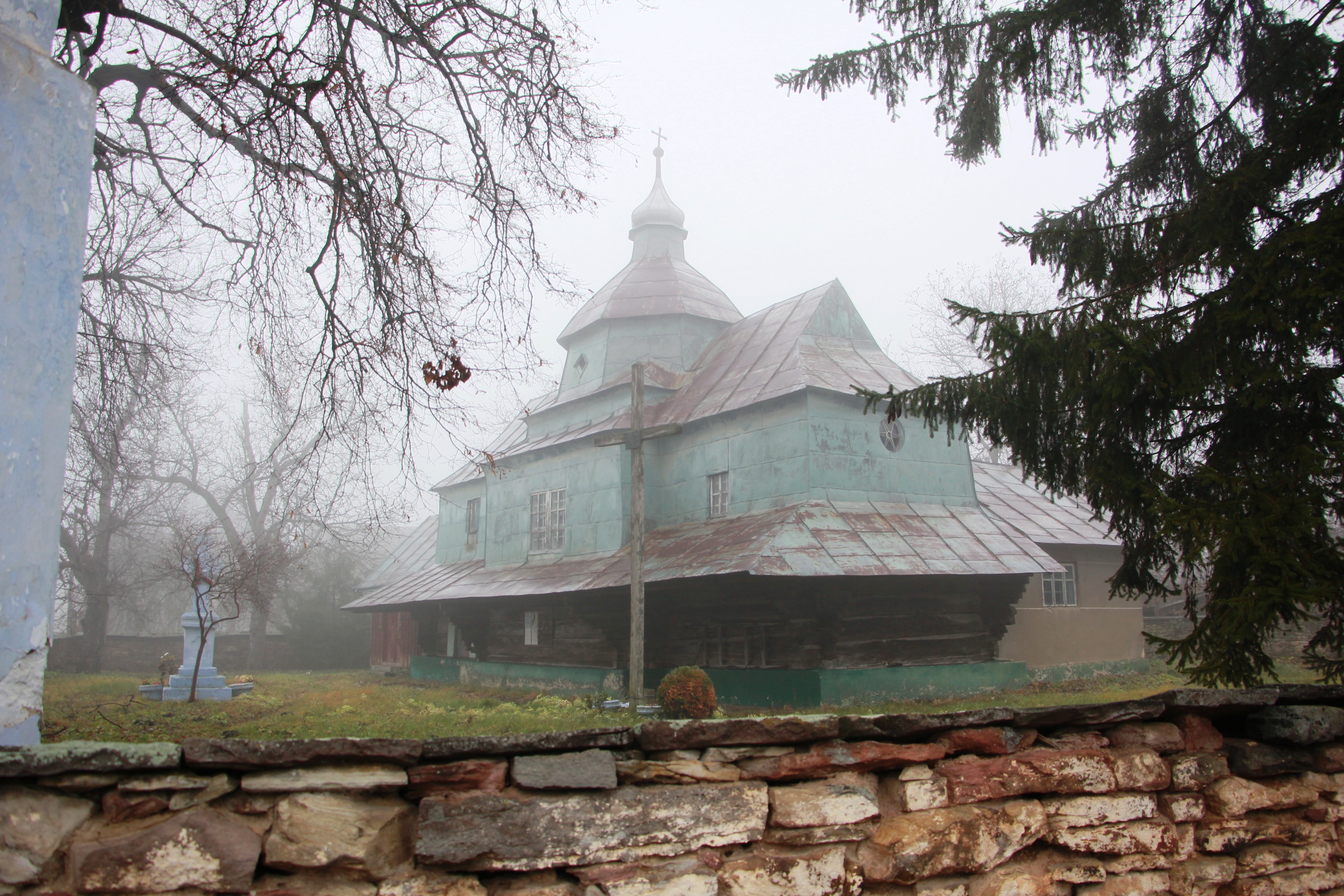
Церква св. Параскеви 1784
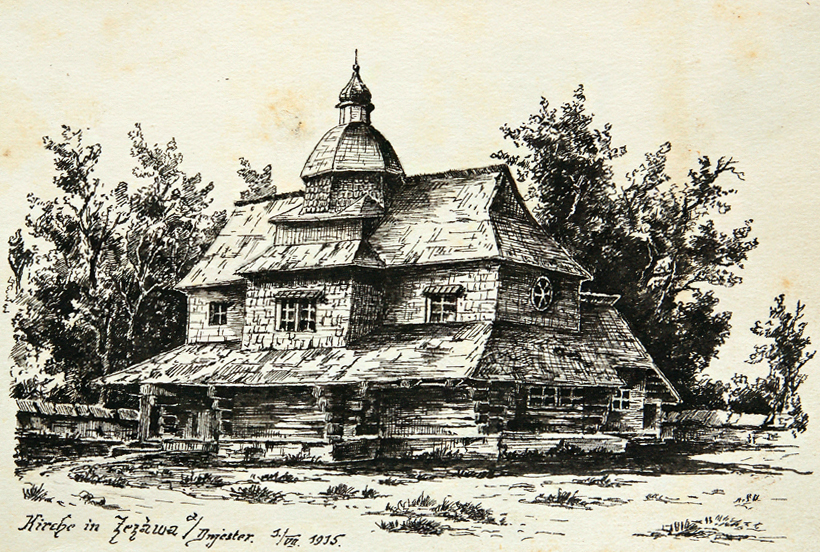
Церква св. Параскеви у 1915 р. малюнок Е. Майра

### Пам'ятки природи
На території населеного пункту є пам'ятка природи Жежавський державний ботанічний заказник і пам'ятки природи й археології печери Татарка та Лисяча Нора.

### Пам'ятники
Пам'ятники:
- священикові І. Підгороцькому
- оборонцеві села від вогню св. Флоріяну (1819; підлягає реставрації)
- полеглим у німецько-радянській війні воїнам-односельцям (1967)
- Т. Шевченку (скульптор обох — С. Бродовий).

Встановлено пам'ятні хрести:
- про заснування цвинтаря (кінець 18 ст.)
- на честь скасування панщини (друга половина 19 століття; реконструйовано 1976)
- заснування Братства тверезості (кінець 19 ст.)
- 2 придорожних хрести (20 століття)

Насипана символічна могила Борцям за волю України (1993).
Пам'ятник Т. Шевченку
щойновиявлена пам'ятка монументального мистецтва у селі Зеленому Гаю Тернопільської области України.
Встановлений 1990 р. Скульптор — С. Бродовий.
Скульптура — бетон. Скульптура — 1,5 м.

## Соціальна сфера
Діють загальноосвітня школа І-ІІ ступенів, клуб, бібліотека, ФАП.

## Відомі люди

### Народилися
- художник, скульптор С. Бродовий
- Еміль Коритко[12]- фольклорист, один з перших досліджувачів етнографії словенського народу
- музикознавець М. Мамалига
- інженери-винахідники:
  - М. Монастирський
  - Я. Стасюк
- заслужений працівник охорони здоров'я України Г. Олійник
- Самчук Віра Григорівна (нар. 1947) — українська акторка.
- інженер О. Росткович
- правник, громадський діяч С. Росткович
- релігійний діяч О. В. Руденський
- доктор Т. Руденський
- літератор М. Хом'як-Черничук
- художник, громадський діяч у Канаді В. Човган
- художник-різьбяр по дереву В. Шевчук.
- Тернопільський Микола Васильович (1998—2022) — старший солдат Національної гвардії України, учасник російсько-української війни.